# بش‌گوزه (گرگر)
بش‌گوزه {{ترکی|Beşgöze) (به کردی: Kortiyan) یک منطقهٔ مسکونی در ترکیه است که در گرگر، آدیامان واقع شده‌است.